# Скиба Олена Павлівна
Олена Павлівна Скиба (нар. 7 березня 1952, місто Артемівськ, тепер місто Бахмут Донецької області) — українська радянська діячка, електромонтер Артемівського машинобудівного заводу «Победа труда» Донецької області. Депутат Верховної Ради УРСР 11-го скликання.

## Біографія
Освіта середня.
З 1969 року — електромонтер Артемівського машинобудівного заводу «Победа труда» Донецької області.
Потім — на пенсії в місті Артемівську (Бахмуті) Донецької області.

## Нагороди
- ордени
- медалі